# Вестмінстер (Луїзіана)
Вестмінстер (англ. Westminster) — переписна місцевість (CDP) в США, в окрузі Іст-Батон штату Луїзіана. Населення — 2791 особа (2020).

## Географія
Вестмінстер розташований за координатами 30°24′29″ пн. ш. 91°5′26″ зх. д. / 30.40806° пн. ш. 91.09056° зх. д. (30.407953, -91.090653).  За даними Бюро перепису населення США в 2010 році переписна місцевість мала площу 2,94 км², уся площа — суходіл.

## Демографія
Згідно з переписом 2010 року, у переписній місцевості мешкало 3008 осіб у 1374 домогосподарствах у складі 789 родин. Густота населення становила 1023 особи/км².  Було 1448 помешкань (492/км²).
Расовий склад населення:
| - 84,2 % — білих - 10,2 % — чорних або афроамериканців - 3,0 % — азіатів - 0,2 % — корінних американців - 1,5 % — осіб інших рас |

До двох чи більше рас належало 1,0 %. Частка іспаномовних становила 4,1 % від усіх жителів.
За віковим діапазоном населення розподілялося таким чином: 16,8 % — особи молодші 18 років, 66,7 % — особи у віці 18—64 років, 16,5 % — особи у віці 65 років та старші. Медіана віку мешканця становила 38,7 року. На 100 осіб жіночої статі у переписній місцевості припадало 94,3 чоловіків;  на 100 жінок у віці від 18 років та старших — 92,5 чоловіків також старших 18 років.
Середній дохід на одне домашнє господарство  становив 102 958 доларів США (медіана — 85 718), а середній дохід на одну сім'ю — 116 197 доларів (медіана — 95 231). За межею бідності перебувало 10,3 % осіб, у тому числі 10,2 % дітей у віці до 18 років та 15,4 % осіб у віці 65 років та старших.
Цивільне працевлаштоване населення становило 1491 особа. Основні галузі зайнятості: освіта, охорона здоров'я та соціальна допомога — 23,3 %, будівництво — 12,7 %, науковці, спеціалісти, менеджери — 11,8 %, роздрібна торгівля — 11,4 %.